# Pik Puszkina
Pik Puszkina (ros. Пик Пушкина) – szczyt górski na terenie Kaukazu o wysokości 5033–5100 m n.p.m. Położony jest na terenie Kabardo-Bałkarii w Rosji na granicy z Gruzją. Według różnych szacunków, jest czwartym najwyższym szczytem Kaukazu (jeżeli przyjąć wysokość 5100 m n.p.m.) lub ósmym (jeżeli przyjąć wysokość 5033 m n.p.m.). Szczyt zdobyli w 1961 r. członkowie klubu Spartak pod dowództwem Klecki, co czyni go ostatnim zdobytym kaukaskim pięciotysięcznikiem. Nazwany na cześć pisarza Aleksandra Puszkina.